# Mahalia Jackson
Mahalia Jackson (født 26. oktober 1911, død 27. januar 1972) var en amerikansk gospelsanger. Var ikke i familie med Michael.